# Lafia (Nigeria)
Pour les articles homonymes, voir Lafia.
Lafia est la capitale de l'État de Nassarawa, au Nigeria. En 2006, elle comptait 330 712 habitants. La ville est desservie par la voie ferrée Port Harcourt - Kafanchan. Elle abrite une université fédérale, créée en 2010. Intégrée à l'État de Benue-Plateau en 1967, elle passe dans l'État de Plateau en 1976, avant de devenir la capitale de l'État de Nasarawa à la création de celui-ci en 1996.
La zone de gouvernement local de Lafia est la plus peuplée de l'État.
C'est un émirat. Le 17ème et actuel émir de Lafia est Sidi Dauda Bage (en) depuis le 26 mars 2019.